# Alberto Gattoni
Alberto Gattoni (Portici, 5 agosto 1911 – Roma, 29 settembre 1988) è stato un politico italiano.

## Biografia
Partecipa da ufficiale alla seconda guerra mondiale, e in seguito all'Armistizio aderisce alla Repubblica Sociale Italiana, militando nella X MAS.
Al termine del conflitto rientra al suo paese natale, esercitando dall'immediato dopoguerra il lavoro di assicuratore. Iscritto al Movimento Sociale Italiano, risulta il primo dei non eletti alle elezioni politiche del 1972, subentrando nel 1973 al senatore Gaetano Fiorentino, deceduto in carica.

### Controversie
Membro del consiglio di amministrazione del "Centro Italiano di Sviluppo Economico e Sociale", nel 1975 viene raggiunto da ventinove avvisi di reato in riferimento a possibili collegamenti tra la società e il movimento eversivo di destra.